# Mihai Bogza
Mihai Bogza (n. 6 iulie 1956, comuna Săveni, județul Ialomița) este un economist român, care a îndeplinit funcția de viceguvernator și membru al Consiliului de administrație al Băncii Naționale a României.

## Biografie

### Ani timpurii
Mihai Bogza s-a născut la data de 6 iulie 1956 în comuna Săveni  (județul Ialomița). A absolvit cursurile Facultății de Relații Economice Internaționale, din cadrul A.S.E. București (1976-1980).
După absolvirea facultății, a lucrat ca economist stagiar la Întreprinderea de Mecanică Fină din București (1980-1986), economist la Ministerul Industriei Electrotehnice (1986-1988), economist la Ministerul Finanțelor (1988-1991) și apoi director general în Ministerul Finanțelor (1991-1996).

### Sectorul bancar
În anul 1996, Mihai Bogza își începe activitatea în sectorul bancar în calitate de consilier al președintelui Băncii Agricole, apoi deputy chief executive officer la Pater Bank (1996-1997) și președinte al Eximbank (1997-1998).
În ședința camerelor reunite ale Parlamentului României din 16 decembrie 1998, Mihai Bogza a fost numit în funcția de viceguvernator și membru al Consiliului de administrație al Băncii Naționale a României, pentru un mandat care a expirat în septembrie 2004 și care nu a fost reînnoit.
De la sfârșitul anului 1998 și până în iunie 2003, Bogza a fost președintele Consiliului de Administrație al Fondului de Garantare a Depozitelor în Sistemul Bancar. El s-a ocupat cu coordonarea activităților de reglementare, autorizare și supraveghere prudențială, fiind implicat direct în procesul de restructurare a sectorului bancar derulat în perioada 1999-2000.
După expirarea mandatului său la BNR, Mihai Bogza a lucrat pentru banca germană HVB ca inițiator și consultant al proiectului de înființare a unei bănci de economisire-creditare în domeniul locativ (HVB Banca pentru locuințe) și apoi ca președinte al băncii după autorizare.
La ședința AGA din 20 aprilie 2005, Mihai Bogza a fost numit în funcția de președinte al Consiliului de Administrație al Bancpost, în locul Elenei Petculescu, care și-a anuntat retragerea din activitatea bancară.